# Sandra Schützová
Sandra Schützová (* 21. Oktober 1991) ist eine tschechische Skilangläuferin.

## Werdegang
Schützová, die für den CKS SKI Jilemnice startet, nimmt set 2008 vorwiegend am Slavic Cup teil. Dabei holte sie bisher zehn Siege und belegte in der Saison 2013/14 den ersten und 2014/15 den zweiten Platz in der Gesamtwertung. (Stand:16. Oktober 2021) Beim Europäischen Olympischen Winter-Jugendfestival 2009 in Szczyrk errang sie den 33. Platz im Sprint, den 30. Platz über 5 km klassisch und den 28. Platz über 7,5 km Freistil. Im Januar 2011 kam sie bei den Nordischen Junioren-Skiweltmeisterschaften 2011 in Otepää auf den 57. Platz über 5 km Freistil und auf den 56. Rang im Skiathlon. Im Februar 2012 debütierte sie in Nové Město im Skilanglauf-Weltcup und errang dabei den 52. Platz im 15-km-Massenstartrennen und den 12. Platz mit der Staffel. Bei den U23-Weltmeisterschaften 2013 in Liberec belegte sie den 33. Platz im Skiathlon, den 32. Rang über 10 km Freistil und den 12. Platz im Sprint. Bei ihrer ersten Teilnahme bei Nordischen Skiweltmeisterschaften im Fleimstal gelang ihr der 52. Platz im Sprint. Ihre besten Platzierungen bei der Winter-Universiade 2013 in Lago di Tesero waren der neunte Platz im Sprint und der vierte Rang mit der Staffel. Bei den U23-Weltmeisterschaften 2014 im Fleimstal errang er den 18. Platz im Sprint, den 15. Platz über 10 km klassisch und den 14. Platz im Skiathlon. Zu Beginn der Saison 2014/15 belegte sie bei der Nordic Opening in Lillehammer den 72. Platz. Ihre besten Platzierungen bei der Winter-Universiade 2015 in Štrbské Pleso waren der achte Platz im 15-km-Massenstartrennen, der sechste Rang im Teamsprint und der fünfte Platz mit der Staffel. Im Januar 2017 wurde sie tschechische Meisterin im Sprint. Bei den Nordischen Skiweltmeisterschaften 2017 in Lahti kam sie auf den 39. Platz im Sprint und zusammen mit Karolína Grohová auf den 12. Platz im Teamsprint. Bei der Tour de Ski 2018/19 errang sie den 28. Platz und holte damit ihre ersten Weltcuppunkte. Ihre besten Platzierungen bei den Nordischen Skiweltmeisterschaften 2019 in Seefeld in Tirol waren der 40. Platz im 30-km-Massenstartrennen und der 11. Rang mit der Staffel. Bei den Rollerski-Weltmeisterschaften 2019 in Madona holte sie im Massenstartrennen über 15 km Freistil die Bronzemedaille. Im Sommer 2021 gewann sie mit je zwei ersten und zweiten Plätzen sowie drei dritten Plätzen die Gesamtwertung des Rollerski-Weltcups. Bei den Rollerski-Weltmeisterschaften 2021 im Val di Fiemme wurde sie Sechste im Sprint und jeweils Vierte im 13-km-Massenstartrennen und über 10 km Freistil.

## Erfolge

### Siege bei Continental-Cup-Rennen
| Nr. | Datum            | Ort           | Disziplin            | Serie      |
| --- | ---------------- | ------------- | -------------------- | ---------- |
| 1.  | 3. Februar 2013  | Wisla         | 10 km Freistil       | Slavic Cup |
| 2.  | 4. Januar 2014   | Nové Město    | Sprint Freistil      | Slavic Cup |
| 3.  | 14. Februar 2014 | Štrbské Pleso | Sprint Freistil      | Slavic Cup |
| 4.  | 14. Februar 2015 | Nové Město    | Sprint Freistil      | Slavic Cup |
| 5.  | 28. Februar 2015 | Kremnica      | Sprint Freistil      | Slavic Cup |
| 6.  | 1. März 2015     | Kremnica      | 10 km klassisch Mst. | Slavic Cup |
| 7.  | 21. März 2015    | Harrachov     | 10 km klassisch      | Slavic Cup |
| 8.  | 27. Februar 2016 | Kremnica      | Sprint Freistil      | Slavic Cup |
| 9.  | 28. Februar 2016 | Kremnica      | 10 km klassisch Mst. | Slavic Cup |
| 10. | 21. Januar 2018  | Erzurum       | 5 km Freistil        | Balkan-Cup |

### Siege im Rollerski-Weltcup
| Nr. | Datum           | Ort    | Disziplin           |
| --- | --------------- | ------ | ------------------- |
| 1.  | 21. August 2021 | Otepää | 26 km Freistil Mst. |
| 2.  | 28. August 2021 | Madona | 15 km Freistil Mst. |